# Radisne, Novoukraiinka
Radisne (în ucraineană Радісне) este un sat în comuna Rivne din raionul Novoukraiinka, regiunea Kirovohrad, Ucraina.

## Demografie
Componența lingvistică a localității Radisne
     Ucraineană (88,57%)
     Română (11,43%)
Conform recensământului din 2001, majoritatea populației localității Radisne era vorbitoare de ucraineană (88,57%), existând în minoritate și vorbitori de română (11,43%).